# Hygrobia
Hygrobia, auch Schlammschwimmer oder Feuchtkäfer genannt, ist eine Gattung der Käfer, von denen nicht nur die Larven, sondern auch die Imagines, also die Käfer selbst, im Wasser leben. Es handelt sich um die einzige Gattung der Familie Hygrobiidae. Die Familie, oder auch die einzige europäische Art, Hygrobia hermanni, wird gelegentlich mit den Trivialnamen Feuchtkäfer oder Schlammschwimmer bezeichnet. In englischsprachigen Ländern wie Australien (wo die meisten Arten leben) werden sie screech beetles (übersetzt: „Kreisch-Käfer“, nach der Lauterzeugung durch Stridulation, manchmal auch squeak beetles) genannt.

## Merkmale
Die Käfer werden ca. 8,5 bis 10 Millimeter lang und sind gelb, rötlich, oder schwarz gefärbt bzw. gezeichnet. Die Oberfläche, vor allem Halsschild und Flügeldecken, ist deutlich punktiert, die Zwischenräume zwischen den Punkten fein genetzt. Sie haben einen kurzovalen, vor allem auch auf der Bauchseite (ventral) hoch gewölbten, stromlinienförmigen Körper mit vorgestrecktem, nicht in den Halsschild zurückgezogenen Kopf, der schmaler als der Halsschild ist. Auffallend sind die aus der Kopfkontur deutlich vorragenden großen Komplexaugen. Die Antennen bestehen aus elf Segmenten, das Grundglied (Scapus) ist verlängert, die übrigen Glieder tragen kurze Dörnchen. Die einfach gebauten Mandibeln sind zweispitzig, es ist weder eine Kaufläche (Mola) noch Haarreihen ausgebildet. Die Unterkiefertaster sind vier- die Lippentaster dreigliedrig.
Der Halsschild (Pronotum) ist kurz und breit und nach vorn verengt, mit einer Haarreihe am Vorderrand. Das erste Rumpfsegment trägt am Hinterrand einen langen, am Ende zugespitzten Fortsatz, der in eine Grube der Mittel- und Hinterbrust eingelegt werden kann. Die Beine sind dünn, die Hinterschienen etwas plattig verbreitert, und tragen auf den Schienen (Tibien) und Fußgliedern (Tarsen) aller Beinpaare Schwimmhaare. Die Hüften der Hinterbeine sind quer und unbeweglich, in der Mitte fusioniert. Die für die Familie der Wassertreter (Haliplidae) typischen, plattenförmigen Verlängerungen der Coxen fehlen hingegen ganz oder sind stark reduziert. Alle Schienen tragen an der Spitze zwei Sporne. Die in Ruhelage unter den Flügeldecken verborgenen, häutigen Hinterflügel sind gut entwickelt, die Käfer flugfähig.
Am Hinterleib sind bauchseitig sechs Sternite sichtbar, das dritte und das vierte sind miteinander fusioniert. Der zur Lauterzeugung dienende Stridulationsapparat besteht aus dem Rand der Flügeldeckenspitze und dem siebten Sterniten, die gegeneinander gerieben werden können.
Die Männchen unterscheiden sich von den Weibchen dadurch, dass die ersten drei Tarsenglieder der vorderen und mittleren Beinpaare verbreitert sind und dass sie auf deren Unterseite Saugnäpfe aus verbreiterten Haaren haben. Das Unterscheidungsmerkmal der Feuchtkäfer zu den Schwimmkäfern ist, dass erstere ein längliches, quergeteiltes Plättchen auf dem Metasternum aufweisen.

### Larven
Hygrobia besitzt drei Larvenstadien. Die Larven des dritten Stadiums erreichen 18 Millimeter Körperlänge. Sie sind braun gefärbt mit einer gelben oder weißlichen Zeichnung. Der Kopf und der Prothorax sind im Verhältnis zum übrigen Körper sehr groß, beim ersten Larvenstadium ist der Kopf beinahe so groß wie der übrige Körper. Der Thorax insgesamt ist fast so lang, oder sogar länger, als der Hinterleib. Der große, abgeflachte Kopf ist an den Seiten etwas abgerundet, die Mundwerkzeuge zeigen nach vorn (prognath). Auf der Kopfunterseite ist ein breiter Sklerit, die Gula, ausgebildet (Unterschied zu den Dytiscidae-Larven). Der Kopf trägt sechs Larvenaugen (Stemmata), die Antennen sind viergliedrig, wobei das vierte Glied sehr klein ist. Von den Mundwerkzeugen sind die Mandibeln sehr groß und sichelförmig (falciform) mit einer Schneidekante, der bei den Dytiscidenlarven vorhandene Kanal im Inneren fehlt. Den Maxillen fehlen Cardo und beide Kauladen (Galea und Lacinia), der Maxillarpalpus ist dreigliedrig. Das Submentum des Labiums ist hinten mit der Gula fusioniert, der Labialpalpus ist zweigliedrig. Am Rumpf sitzen die langen, sechsgliedrigen Beine, die Tarsen tragen jeweils zwei Klauen. Nur in den ersten beiden Larvenstadien sind an Tarsen und Tibien Schwimmhaare ausgebildet. Am Hinterleib sind sieben Segmente erkennbar. Das achte Segment ist sehr klein, es trägt einen fadenförmigen Fortsatz, der an ein Terminalfilum erinnert, ein solcher Fortsatz fehlt allen anderen wasserlebenden Adephaga- (Hydradephaga)-Larven. Am Hinterende sitzen paarige Fortsätze, die Urogomphi, von variabler Länge, bei der europäischen Art sind sie im dritten Larvenstadium kürzer als das letzte Abdominalsegment. Charakteristisch für die Larven sind schlauchförmige, in Büscheln angeordnete Kiemen, die an der Basis der Hüften (Coxen) aller drei Beinpaare und am ersten Hinterleibssegment ansitzen. Hygrobia-Larven sind die einzigen Larven der Dytiscoidea mit Kiemen.

## Lebensweise
Die Tiere leben im Wasser, in stehenden Gewässern, vor allem Teichen. Sie schwimmen eher langsam im Zickzackstil, da sie mit ihren Beinen abwechselnd rudern. Meist bewegen sie sich allerdings eher kriechend am Gewässerrand oder -boden vorwärts. Sie leben räuberisch und jagen Ringelwürmer und Dipteren-Larven am Grund von stehenden Gewässern, der mit Schlamm oder abgestorbenem Pflanzenmaterial bedeckt ist. Zur Fortbewegung rudern die Käfer. Sie müssen gelegentlich (etwa alle 30 Minuten) auftauchen um Sauerstoff aufnehmen zu können, der unter den Deckflügeln gespeichert wird. Sie können fliegen und werden gelegentlich durch künstliches Licht in der Nacht angelockt. Sie können durch das Aneinanderreiben von Hinterleib und Deckflügeln Geräusche erzeugen. Die Eier werden in einer Gallerthülle an Wasserpflanzen abgelegt.
Die Larven leben ebenfalls räuberisch, im gleichen Lebensraum, wie die Imagines. Sie müssen aber nicht zum Luftholen auftauchen, da sie durch die Kiemen atmen. Sie verpuppen sich an Land in feuchtem Sand und Schlamm.

## Systematik
Die Hygrobiidae bilden, gemeinsam mit den Familien Dytiscidae, Aspidytidae und Amphizoidae die Überfamilie Dytiscoidea innerhalb der Adephaga. Während diese Gruppierung als gut gesichert gilt, ist ihr genaues Schwestergruppenverhältnis noch unklar. Vorgeschlagen wurden eine basale Position, mit den übrigen Familien als Schwestergruppe, oder ein Schwestergruppenverhältnis mit den Dytiscidae, was u. a. durch die Morphologie der Larven unterstützt wird. Ein phylogenomische Studie sieht die Gattung Hygrobia innerhalb der Dytiscidae (was diese paraphyletisch machen würde), allerdings ist die statistische Verlässlichkeit dieses Resultats sehr gering.
Der Familienname Hygrobiidae, abgeleitet vom Gattungsnamen Hygrobia, wurde von Latreille 1804, als „Hygriobia“ eingeführt, die geänderte Schreibweise wurde von der ICZN 1954 festgeschrieben. Einige Autoren sind der Meinung, dass, da bei der Änderung der Familienname nicht mit festgeschrieben wurde, für die Familie der Name Paelobiidae, basierend auf dem synonymen Namen Paelobius Schönherr, 1808, Priorität besitzen sollte. Dieser Name wird in der wissenschaftlichen Literatur gelegentlich verwendet, wird aber meist, als vergessener Name, als Synonym von Hygrobiidae aufgefasst.

### Arten
Die Gattung Hygrobia hat eine disjunkte Verbreitung, mit einer Art in der Westpaläarktis, einer in China und vier in Australien. Ein solches Verbreitungsbild wird als Reliktvorkommen einer einstmals weiter verbreiteten Gruppe gedeutet, deren übrige Vertreter ausgestorben sind. Nach Abschätzung nach der Methode der molekularen Uhr könnte die Gattung ungefähr 184 Millionen Jahre alt sein, und damit älter als die Aufspaltung des Superkontinents Pangaea.
- Hygrobia
  - Hygrobia australasiae (Clark, 1862). Ost- und Südost-Australien
  - Hygrobia davidi Bedel, 1883. Südost-China
  - Hygrobia hermanni (Fabricius, 1775). Europa, Nordafrika, Israel, Türkei (östlich bis zum Vansee[9])
  - Hygrobia maculata Britton, 1981. Nord-Australien
  - Hygrobia nigra (Clark, 1862). Ost- und Südost-Australien
  - Hygrobia wattsi Hendrich, 2001. Südwest-Australien